# Oslo Gospel Choir
Oslo Gospel Choir es un coro originario de Oslo, Noruega, dedicado al góspel y a la música cristiana. Es dirigido por Tore W. Aas.
El coro se agrupó por primera vez en 1988 y actualmente se ha convertido en uno de los coros más exitosos y uno de los principales exponentes de la música góspel en Europa.
Influidos por el sonido del góspel afroamericano, han publicado alrededor de veinte álbumes, muchos de los cuales contienen versiones o covers de canciones de la música cristiana contemporánea.